# Хирцель, Андреас
Андреас Хирцель (нем. Andreas Hirzel; 25 марта 1993, Цюрих, Швейцария) — швейцарский футболист, вратарь клуба «Тун».

## Клубная карьера
Хирцель начинал заниматься футболом в школе клуба Урдорф, откуда в 11-летнем возрасте перешёл в академию «Аарау». Пройдя через все ступеньки на юношеском и молодёжном уровне, голкипер попал в основной состав команды уже в 17 лет. Но игровой практики по причине юного возраста Хирцель не имел, отправляясь каждый год в аренду в различные швейцарские клубы. За четыре года у Андреаса набралось около 60 матчей в третьем и четвёртом дивизионах, после чего он покинул «Аарау», так и не сыграв за основной состав ни одного матча.
Новым клубом голкипера стал «Вадуц» из Лихтенштейна, выступавший на тот момент в Суперлиге. Вновь Хирцель довольствовался ролью третьего вратаря, сыграв за сезон три матча: 1 — в Суперлиге, 1 — в Кубке Лихтенштейна, 1 — в квалификации Лиги Европы. Дебют в Суперлиге Швейцарии пришёлся на матч последнего тура сезона 2014/2015 против «Янг Бойз». Хирцель пропустил два мяча, получил жёлтую карточку, а также в его ворота не был реализован пенальти: Гийом Оаро промахнулся мимо створа.
Тем же летом голкипером заинтересовался клуб немецкой Бундеслиги «Гамбург». Вновь швейцарский голкипер оказался лишь третьим вратарём в команде после Рене Адлера и Ярослава Дробны. Хирцель лишь однажды получил шанс сыграть в Бундеслиге, заменив по ходу матча травмированного Адлера. После двух лет в дубле немецкого клуба Хирцель покинул команду, а летом 2018 года стало известно о том, что голкипер вернётся в «Вадуц» и подпишет с клубом двухлетний контракт.

## Достижения
- Обладатель Кубка Лихтенштейна: 2015